# Mapun (langue)
Cet article concerne la langue mapun. Pour l'île, voir Mapun.
Le mapun (autonyme sinama) est une langue austronésienne parlée aux Philippines, dans l'île de Mapun.

## Classification
Le mapun est une des langues sama-bajaw, classés par Adelaar comme un des groupes du malayo-polynésien occidental.
Une autre thèse, notamment acceptée par Blust fait des langues sama-bajaw un sous-groupe des langues grand barito.

## Phonologie
Les tableaux présentent la phonologie du sinama.

### Voyelles
|         | Antérieure | Centrale | Postérieure |
| ------- | ---------- | -------- | ----------- |
| Fermée  | i [i]      |          | u [u]       |
| Moyenne | e [e]      |          | o [o]       |
| Ouverte |            | a [a]    |             |

Le schwa [ə] se distingue seulement d'après sa place dans le mot. il n'apparaît qu'en début de mot entre le coup de glotte et une consonne. Ainsi on a ʔəmpat, quatre ou 
ʔəŋgoʔ, ancêtre.

### Consonnes
|              |              | Bilabiales | Dentales | Dorsales | Dorsales | Glottales |
| ------------ | ------------ | ---------- | -------- | -------- | -------- | --------- |
| Palatales    | Vélaires     | Bilabiales | Dentales |          |          | Glottales |
| Occlusives   | Sourde       | p [p]      | t [t]    |          | k [k]    | ʔ [ʔ]     |
| Occlusives   | Sonore       | b [b]      | d [d]    | j [ɟ]    | g [g]    |           |
| Fricative    | Fricative    |            | s [s]    |          |          | h [h]     |
| Nasale       | Nasale       | m [m]      | n [n]    | ɲ [ɲ]    | ŋ [ŋ]    |           |
| liquide      | liquide      |            | l [l]    |          |          |           |
| Semi-voyelle | Semi-voyelle | w [w]      |          | y [j]    |          |           |

## Sources
- (en) Adelaar, Alexander, The Austronesian Languages of Asia and Madagascar: A Historical Perspective, The Austronesian Languages of Asia and Madagascar, pp. 1-42, Routledge Language Family Series, Londres, Routledge, 2005  (ISBN 0-7007-1286-0)
- (en) Akamine, Jun, Sama (Bajau), The Austronesian Languages of Asia and Madagascar, pp. 377-396, Routledge Language Family Series, Londres, Routledge, 2005  (ISBN 0-7007-1286-0)